# 阿島陣屋

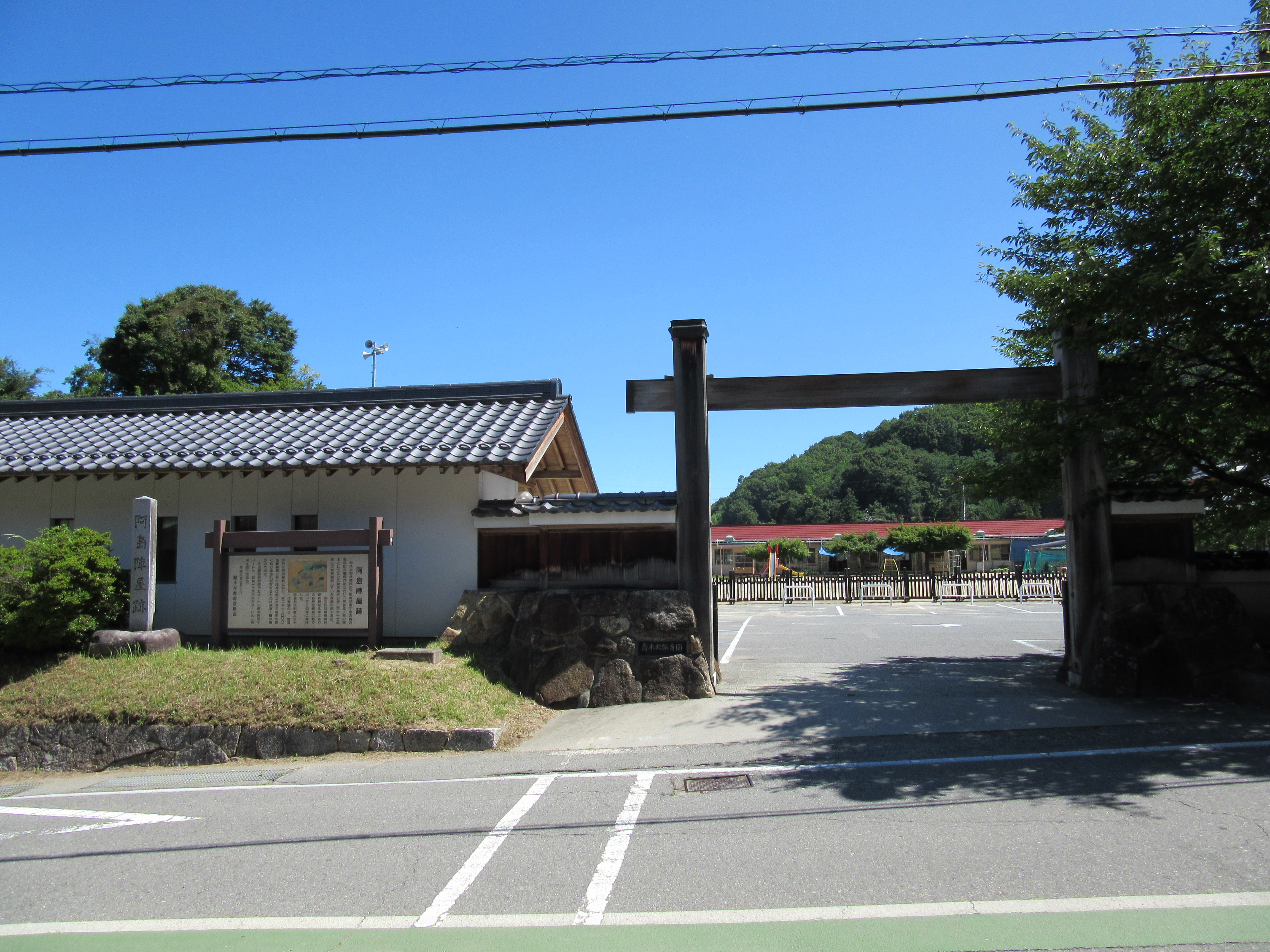
阿島陣屋跡（現喬木北保育園）

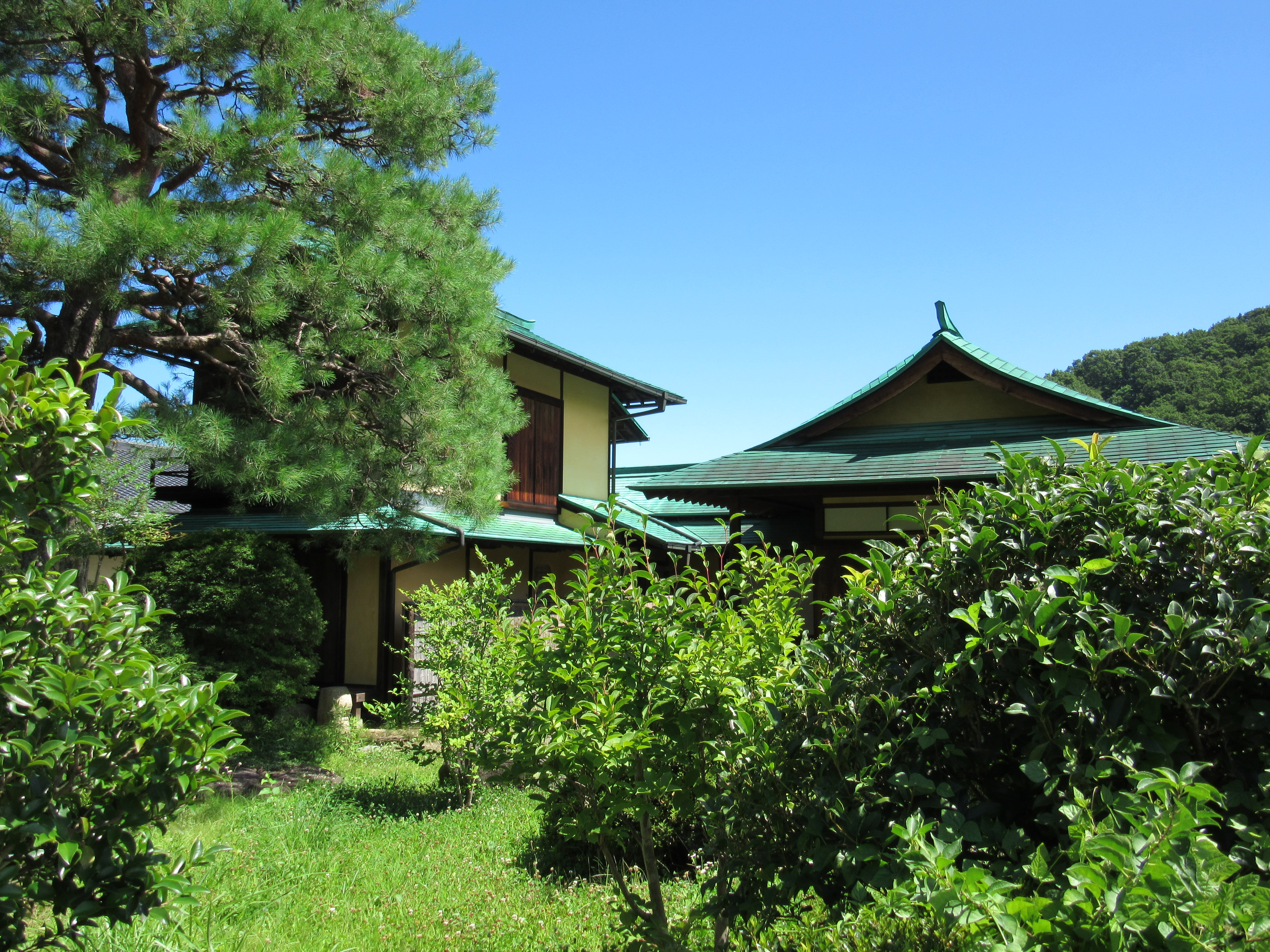
阿島陣屋　曙月庵

阿島陣屋（あしまじんや）は信濃国伊那郡（現在の長野県下伊那郡喬木村阿島）にある交代寄合旗本知久氏の陣屋である。

## 概要
知久氏は諏訪氏の一族といわれ、信濃国伊那郡を統括する鎌倉時代以来の土豪で、鎌倉時代は本拠地を知久平城に置き、その後、本拠地を神之峰城に移している。
戦国時代になると、知久頼元が天文23年（1554年）武田信玄方に属さずに戦い、敗れ処刑されてしまう。
次の代の頼氏が織田信長、徳川家康に仕えるが処刑される事態にもまたしてもなってしまう。
次の代の則直の代に関ヶ原の戦いに出陣し、交代寄合旗本3000石となった。
陣屋は慶長6年（1601年）則直の代に3年の歳月をかけ造られ、周りより高い台地に築かれている。敷地には御殿、表御門、土蔵などがあった。以後12代頼温の代に明治維新を迎えている。
陣屋跡は喬木北保育園の敷地となっているが、石垣と嘉永元年（1848年）10代頼匡が造った茶室「曙月庵」が現存している。

## 幕末の知行所
- 信濃国
  - 伊那郡

阿島村　689石891785・田村村　656石607971・河野村　1016石514526・南原村　388石945496・虎岩村　13石300000	